# Radivoje Lekić
Radivoje Lekić, noto anche come Rajko Lekić (Copenaghen, 3 luglio 1981), è un ex calciatore danese di origine montenegrina, di ruolo attaccante.

## Carriera

### Club
Attualmente gioca nel New England Revolution, dopo aver girovagato in Danimarca.

### Nazionale
Conta una presenza in nazionale.

## Statistiche

### Cronologia presenze reti in Nazionale
| Cronologia completa delle presenze e delle reti in nazionale ― Danimarca | Cronologia completa delle presenze e delle reti in nazionale ― Danimarca | Cronologia completa delle presenze e delle reti in nazionale ― Danimarca | Cronologia completa delle presenze e delle reti in nazionale ― Danimarca | Cronologia completa delle presenze e delle reti in nazionale ― Danimarca | Cronologia completa delle presenze e delle reti in nazionale ― Danimarca | Cronologia completa delle presenze e delle reti in nazionale ― Danimarca | Cronologia completa delle presenze e delle reti in nazionale ― Danimarca |
| Data                                                                     | Città                                                                    | In casa                                                                  | Risultato                                                                | Ospiti                                                                   | Competizione                                                             | Reti                                                                     | Note                                                                     |
| ------------------------------------------------------------------------ | ------------------------------------------------------------------------ | ------------------------------------------------------------------------ | ------------------------------------------------------------------------ | ------------------------------------------------------------------------ | ------------------------------------------------------------------------ | ------------------------------------------------------------------------ | ------------------------------------------------------------------------ |
| 3-3-2010                                                                 | Vienna                                                                   | Austria                                                                  | 2 – 1                                                                    | Danimarca                                                                | Amichevole                                                               | -                                                                        | 61’                                                                      |
| Totale                                                                   |                                                                          | Presenze                                                                 | 1                                                                        |                                                                          | Reti                                                                     | 0                                                                        |                                                                          |